# Infanta (Quezon)
Infanta (Bayan ng Infanta) är en kommun i Filippinerna. Kommunen ligger på ön Luzon, och tillhör provinsen Quezon. Folkmängden uppgår till 60 340 invånare.

## Barangayer
Infanta är indelat i 36 barangayer, bl.a. nedanstående 29.
| - Alitas - Langgas - Anibong - Balobo - Bacong - Magsaysay - Amolongin - Pulo - Binonoan - Gumian - Tongohin - Pinaglapatan - Ilog - Catambungan - Pilaway | - Agus-agos - Banugao - Miswa - Lual - Batican - Boboin - Libjo - Abiawin - Binulasan - Maypulot - Silangan - Cawaynin - Antikin - Tudturan |